# زوران كاستل
زوران كاستل هو لاعب كرة قدم كرواتي في مركز الوسط، ولد في 22 أكتوبر 1972 في أوسييك في كرواتيا. لعب مع دينامو تيرانا ونادي فاراجدين.

## وصلات خارجية
- زوران كاستل على موقع قاعدة بيانات كرة القدم.إي يو (الإنجليزية)
- زوران كاستل على موقع Soccerway.com (الإنجليزية)
- زوران كاستل على موقع عالم كرة القدم.نت (الإنجليزية)